# 散伯萨·柏勒沃宁

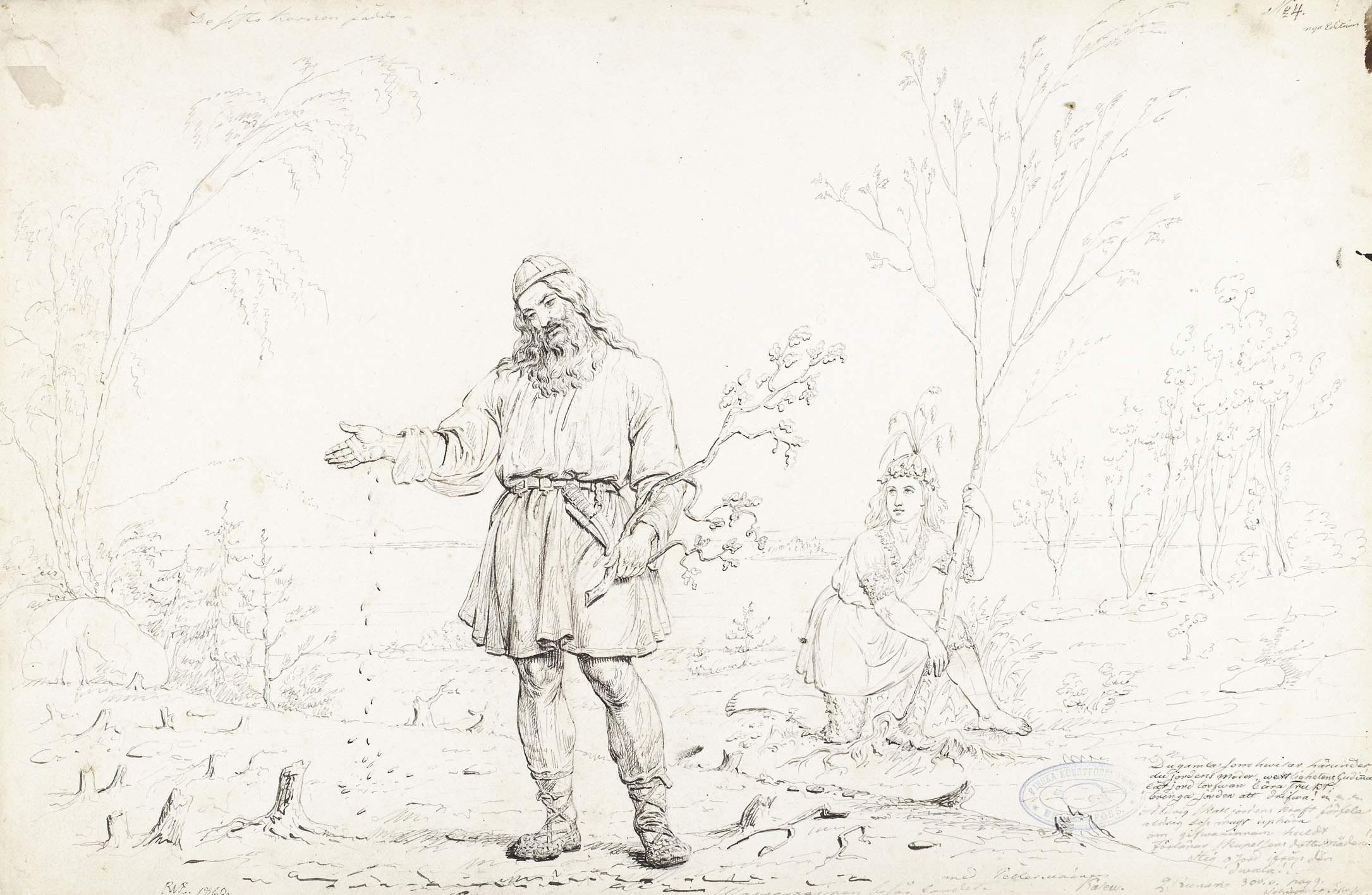
《万奈摩宁播种》，罗伯特·威廉·埃克曼画于1860年的素描，散伯萨·柏勒沃宁位于万奈摩宁背后

散伯萨·柏勒沃宁（芬蘭語：Sampsa Pellervoinen）是芬兰神话的神秘人物，他在地面、森林、沼泽、草地及岩石上播种所有的植物。在最初的民歌里他是利用三宝磨碎片来播种的。在《卡勒瓦拉》里，埃利亚斯·伦罗特把顺序修改了，播种发生在史诗的第二篇诗歌中的创世纪的时候，在锻造三宝磨之前。散伯萨通常被描叙为在脖子上挎一个背包或篮子的廋个子年轻人。他以生育之神出现，每年夏天必须举行仪式来唤醒他。
在卡累利阿民歌里可能保存了唤醒散伯萨的早期版本，在那些民歌里其角色跟早先的生育仪式直接相关。唤醒散伯萨的诗歌有多种版本。在诗歌中，人们寻找散伯萨的唤醒者，让散伯萨起来去浇灌植物和给土地施肥。有三个女孩试图去唤醒他：冬姑娘、春姑娘和夏姑娘。只有最后一位姑娘才唤醒了他。在一些诗歌版本中，散伯萨为了能够给田野和果园提供生育力而授精给他的姊妹或母亲。奉献给散伯萨的节日传统上在6月29日举行，至少在英格里亞地区是与仲夏庆祝联系在一起的。
卡勒·克龙曾把散伯萨与斯堪的纳维亚的生育之神弗雷和尼奥尔德相比较。海基·基尔基宁认为散伯萨的名字可能来源于東方基督教中的圣人Sampson。另外也有学者提出散伯萨可能与《貝奧武夫》中的Skjöldr有关系的观点。

## 备注
在《卡勒瓦拉》孙用中译本（1985年）的译名表里，散伯萨·柏勒沃宁解释为万奈摩宁的侍从或代理人，农业的天才。